# Victor Rodrigues (cantor)
Victor Manuel Carvalho Rodrigues, mais conhecido por Victor Rodrigues (Famalicão no dia 3 de Outubro de 1989) é um cantor, músico e compositor português de música ligeira portuguesa, conhecido pelo seu sucesso "Põe a mão na cabecinha''.

## Biografia
Nascido em Famalicão, mas criado em Fonte Coberta, desde muito cedo começou a tocar música. O acordão fascina-o e, com apenas 9 anos, inicia a aprendizagem na escola de música Masof, em Barcelos. Entretanto integra o Grupo Folclórico Infanto-Juvenil de São Miguel da Carreira.
Em 2008 grava o seu primeiro álbum "Cheguei aos 18 anos". Enquanto vai crescendo no mundo da música, Victor ocupa-se com animações em casamentos, festas de família, jantares de empresas, entre outros.
Em 2011 lança o seu novo álbum "Matei o gato" mas é em 2012 que o artista alcança o sucesso, com o lançamento do disco ‘Põe a mão na cabecinha’ que foi e continua a ser um êxito. Uma música que mostra alegria e que é pedida pelo público nos seus concertos. Desde então é presença assídua em programas de televisão e nas mais variadas romarias, principalmente na Festa da Cruzes de Barcelos. Também visita as comunidades portuguesas espalhadas por todo o mundo.
Em 2013 lança o disco "Ai cruzes ai" e em 2015 lança "Mexe o teu corpinho". Em maio de 2017 lança "Quero o trique trique".
Em 2020, fruto dos espetáculos estarem em pausa por causa pandemia COVID-19, foi temporariamente motorista de pesados. Como resultado, em 2022 lança um novo álbum dedicado a todos os camionistas: "Eu sou camionista".
Em 2023 foi júri da segunda 2° temporada do programa da RTP1 "Estrelas ao Sábado".
Atualmente reside em Couto de Cambeses, no concelho de Barcelos. É confrade da Confraria do Galo de Barcelos.

## Vida Pessoal
Victor é casado desde o ano de 2010 com Marlene e tem dois filhos, um rapaz chamado Filipe, nascido no dia 5 de julho de 2011 e uma menina chamada Margarida, nascida no dia 14 de julho de 2015.

## Discografia
- 2008 — Cheguei aos 18 anos
- 2011 — Matei o gato
- 2012 — Põe a mão na cabecinha
- 2013 — Ai cruzes ai
- 2015 — Mexe o teu corpinho
- 2017 — Quero o Trique Trique
- 2022 — Eu sou camionista
- 2023 — Sabes se o Paulo vem?
- 2024 — Hoje eu vou